# 鍾世傑
鍾世傑是香港在1960年代至1980年代的傳奇人物。他曾任市政局議員，外界認為他多年來曾為不同階層的人物為他們請命，他亦曾聲稱想研究人類心理學，勒索一名律師，獲判無罪。

## 簡歷
鍾世傑本身是一位律師，但在1973年時在替人爭取回應有權益時，反被告上法庭，指他意圖恐嚇。他把這次的經歷寫成《無辜的市民》一書，並自資出版。但他這做法不單沒有使他得到辯解，反而使他被律師會除牌，更令他破產。不過，在審理他的破產案時，他向法官求情，要求讓他先完成他的經濟學碩士學位後才執行破產，而得到法官批准。
1984年香港的士罷駛事件中，他代表的士業界向行政立法兩局非官守議員代表請願，90年代後未有他的消息。

## 外部連結
- 劉乃濟，與鍾世傑一面之緣 （页面存档备份，存于）